# Olasz–török háború
Az olasz–török háború (törökül Trablusgarp Harbi, olaszul Guerra di Libia, azaz Tripoli illetve Líbiai háború néven is ismert) 1911. szeptember 29-től 1912. október 18-áig vívott háború volt az Olasz Királyság és az Oszmán Birodalom között Tripolitániában (egy oszmán tartomány volt) nagyjából a mai Líbia területén. A háború alatt Olaszország megszerezte a Dodekanéz-szigeteket is. Először háborúban itt vetettek be repülőgépeket.

## Előzmények
Itália egyesítését követően az egyesült Olaszország messze elmaradt a gyarmatosító hatalmakkal szemben; az Olasz Királyság is gyarmatokat kívánt szerezni. Olaszország Líbia feletti követelései az 1878-as török vereségig (oroszokkal szembeni) és az emiatt még ez évben összeült 1878-as berlini kongresszusig nyúltak vissza. 1882-ben kezdtek valóra válni az olasz tervek, mivel 1881-ben Franciaország megszállta Algériát és Tunéziát, így az Oszmán Birodalom észak-afrikai területe lecsökkent, a birodalom még tovább gyengült. 1902-ben Franciaország és Olaszország kötött egy titkos megállapodást, amelyben az állt, hogy Franciaország megszerzi Marokkót, Olaszország pedig szabad kezet kap Tripolitániában.
Szeptember 23-án az isztambuli olasz nagykövet továbbította országa kormányának üzenetét miszerint a török tisztviselők a tartományban a lakosságot hergelik az olaszok ellen, emiatt az ottani olaszok veszélyben vannak. Az Oszmán Birodalom válasza az volt, hogy nincsenek az olaszok veszélyben, az Oszmán Birodalom elég erős ahhoz, hogy fenntartsa a rendet területén. Az oszmán kormány meg akarta akadályozni a háborút. A török vezérkari főnök anyagi támogatást küldött Tripoliba. Tripoliba szeptember 25-én érkezett meg a szállítmány. Szeptember 28-án Olaszország 24 órás ultimátumot adott Törökországnak. Az olasz kormány a lejártát nem várta meg, és szeptember 29-én hadat üzent Törökországnak.

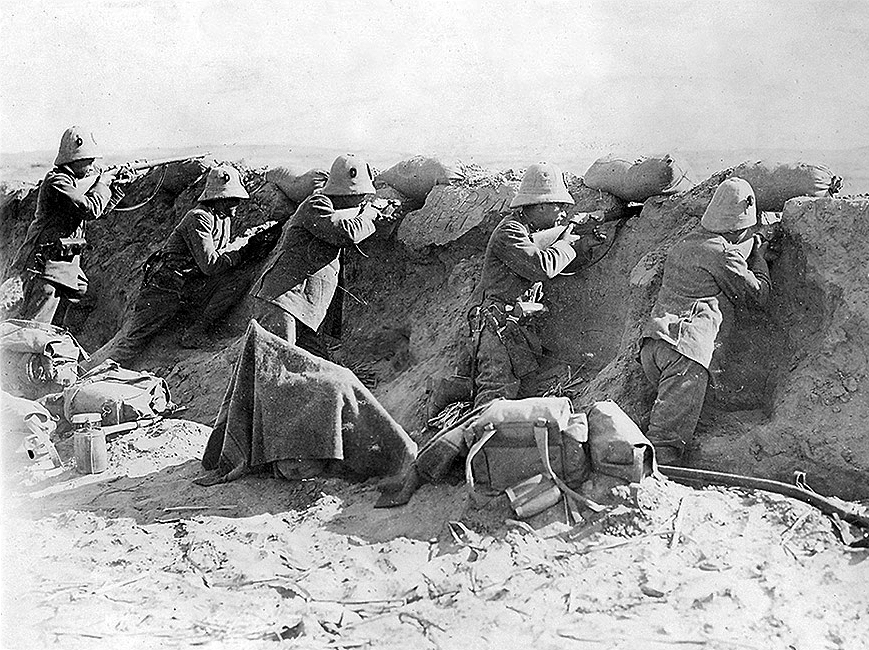
Olasz katonák lőnek a törökökre 1911-ben Tripoliban

## A háború

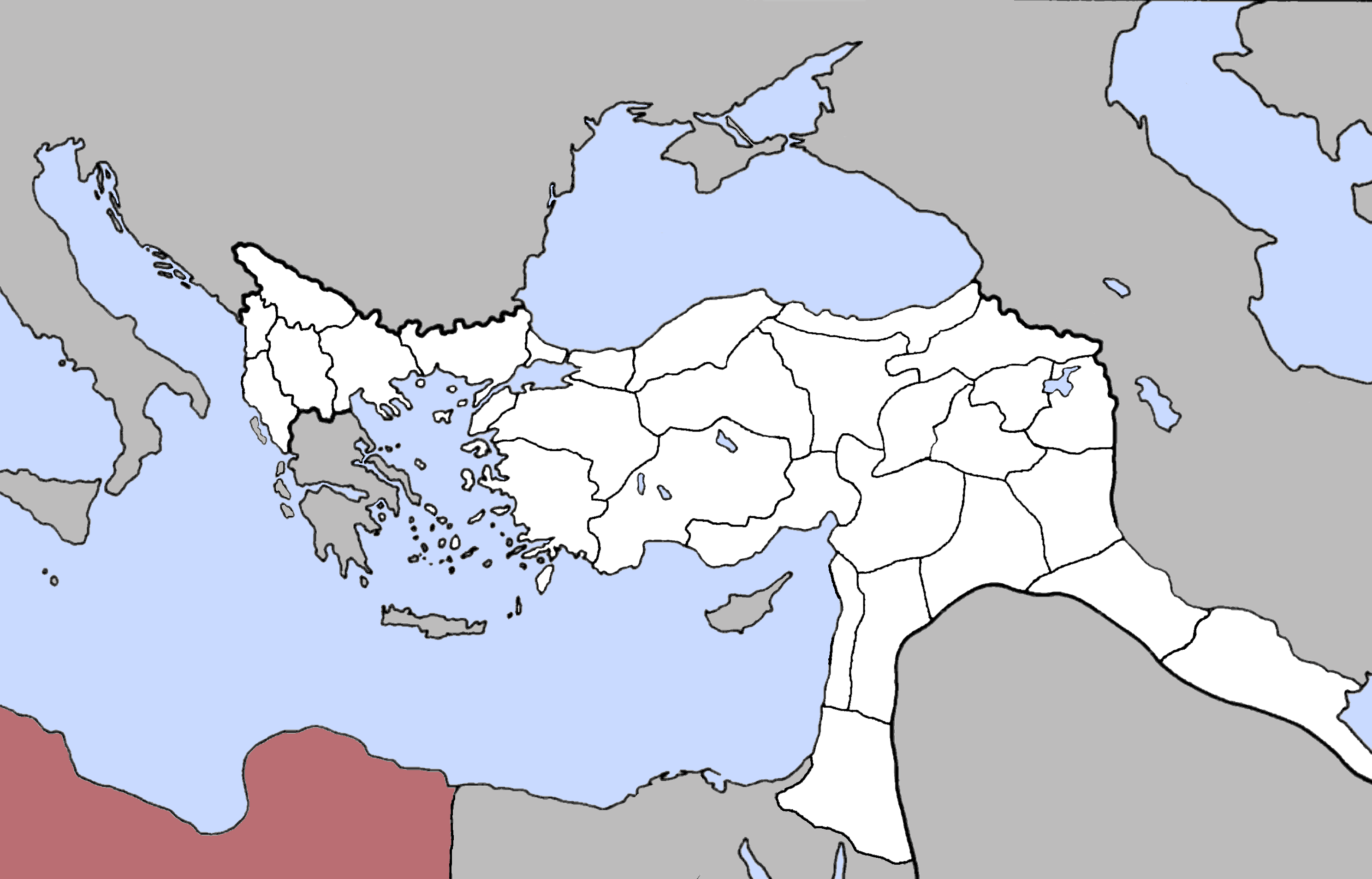
Tripolitánia vilajet elhelyezkedése az Oszmán Birodalmon belül (1900-ban)

### A kezdet
Annak ellenére, hogy az Olasz Királyi Hadseregnek (Regio Esercito) volt ideje felkészülni a támadásra, nagyrészt felkészületlenül érte a háború. Szeptember 28-án este az olasz hadiflotta megjelent Tripolinál, de csak október 3-án kezdték el az ágyúzást. A várost 1500 tengerésszel meg is szállták, ezután az olaszok a helyzet diplomáciai úton történő rendezését visszautasították, erre a török fél úgy határozott, hogy megvédi a tartományt.
Líbiában a törököknek nem volt állomásoztatva ütőképes haderejük. Sok török tisztnek Egyiptomon keresztül kellett átszöknie, viszont az angol irányítás alatt állt, és az angolok nem engedték volna, hogy a török haderő átmehessen az országon Tripolitánia megvédése érdekében, így a védelem megszervezése nehézkesen ment. A törökök helyzetét nehezítette az is, hogy a hadiflottájuk kevés hajóval rendelkezett, ezért kevés katonát tudott elszállítani. Haderő hiányában helyi arab és beduin törzseket toboroztak a vilajet megvédésére.

### Olasz partraszállás
Az első partraszállás október 10-én történt meg, ekkor 20 ezer főnyi katona érkezett a partokhoz. Ennyi katona elegendőnek tűnt a győzelemhez. Tobruk, Darna és Khomsh könnyen elesett, de Bengáziról ez nem mondható el. Az első nagyobb meghátrálás október 23-án történt, amikor az olasz csapatokat rosszul helyezték el Tripoli közelében; és a török katonai egységekkel támogatott arab lovasok majdnem bekerítették a katonákat. A támadást úgy mutatta be az olasz sajtó, mintha egy veszélytelen rajtaütés lett volna, pedig a kis olasz helyőrségek kis híján megsemmisültek. Az olasz hadtesteket kibővítették 100 ezer főre, akiknek 8 ezer törökkel és 20 ezer arabbal kellett szembenézniük. A háború állóháborúvá vált. Az olaszok először használtak háborúban páncélautókat és repülőgépeket, de ez csak csekély hatással volt a háborúra nézve. E háború során, Carlo Piazza százados hajtotta végre az első katonai felderítőrepülést, 1911. október 23-án. Egy héttel később Giulio Gavotti pár gránátot dobott Taguirára és Ain Zarára, ez volt az első légibombázás.

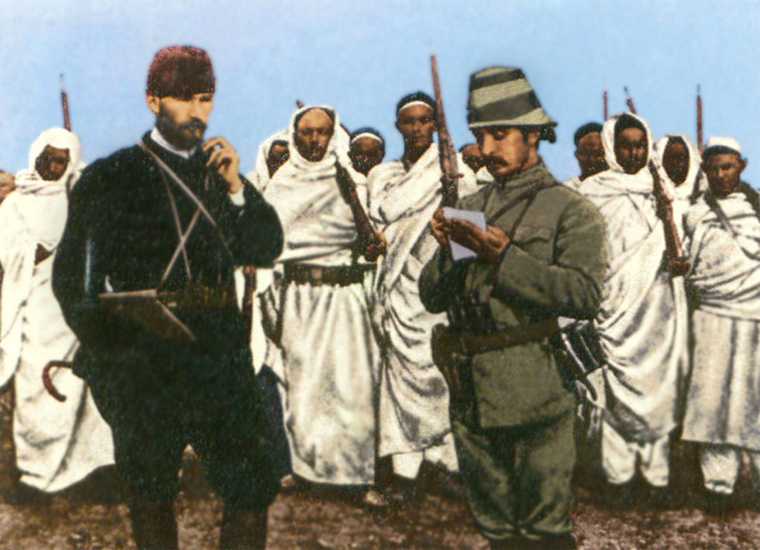
Atatürk a háborúban

### Szomáliai segítség
1911 és 1912 között több mint 1000 szomáli érkezett Mogadishuból, Olasz Szomáliföld fővárosából az eritreai és olasz katonák támogatására.

### A frontok megmerevedése
Az arabok és a törökök körülbelül 15 ezren gyakori támadásokat hajtottak végre éjjel-nappal az erősen körülárkolt olasz helyőrségek ellen, Bengázi déli külvárosaiban. A négy olasz gyalogsági ezred védekezett, ritkán szánták magukat támadásra. Két hadihajó, a San Marco és az Agordat támogatta őket.
A törökök és a helyi csapatok támadásait az olaszok visszaverték november 30-án, jelentős veszteségekkel. Nemsokára a helyőrséget megerősítették az 57. gyalogsági ezreddel, az Olasz Királyságból. A Regina Elena is jött segíteni, Tobrukból. December 14-15-e estéjén a törökök újra támadtak, nagy erőkkel, de a hadihajók segítségével visszaverték őket. Az olaszok elvesztettek néhány fegyvert.
Dernánál a törökök és az arabok körülbelül 3500-an voltak, de folyamatosan növelték az erőiket, és a támadásuk várható volt az ellenséges helyőrségek ellen. Az olasz és a török erők Tripoliban és Kirenaikában folyamatosan erősítették helyzetüket. Török részről a csapatok összevonása tette lehetővé a folyamatos erősítést.
A török porta önkéntes muszlim felajánlásokból finanszírozta a háborút. A török katonák, lőszerek, fegyverek a tunéziai és az egyiptomi határon keltek át semlegességük ellenére. Az olaszok által elfoglalt tengerparton blokádot hirdettek, sőt, az egyiptomi Szidi Barranit is elfoglalták annak érdekében, hogy leállítsák a csempészetet.
Tobruknál egymás után landoltak az olasz katonák egy rövid bombázás után, december 4-én. Megszállták a tengerpartot és a szárazföld belseje felé vonultak, eközben gyenge ellenállásba ütköztek. Kisszámú török és líbiai ellenállót találtak, akiket Mustafa Kemal Atatürk toborzott. A rövid tobruki csata Musztafa Kemal Atatürk vezetésével oszmán győzelemmel ért véget. Ezzel az eredménnyel kiérdemelte, hogy ő koordinálja a török katonákat a területen. 1911. decemberében a líbiai hadjárat megmerevedett.
Szeptember 14-én az olasz parancsnokság három oszlopnyi gyalogságot küldött Darnához az arab-török tábor felszámolására. A tábort, amely egy fennsíkon helyezkedett el, elfoglalták és elvágták a török utánpótlási vonalakat. Három nappal később Enver pasa török parancsnok utasítására a törökök megtámadták az ellenséges állásokat a fennsíkon. Az olasz golyózápor miatt a támadás meghiúsult, és egy olasz zászlóalj bekerítette őket. A támadás komoly veszteségeket okozott a török seregnek. Egy másik támadás is ezt az eredményt hozta. A hadműveletek Kirenaikában megszűntek a háború végéig. Egyes lakosok együttműködtek a támadókkal, de többségük a törököknek segített. A helyi csapatok állandó támadásai miatt korlátozódott az olasz megszállás a partvonal közelébe. Egy minimális olasz előrelépés azonban megfigyelhető volt: az olaszok által megszállt hét beékelődött partszakaszt megnagyobbították. A legnagyobb növekedés Tripolinál volt, itt 15 km-rel tolták ki a megszállt terület hosszát.

### A tengeri hadviselés
A tengeren az olaszok egyértelműen előnyben voltak, több hadihajóval és képzettebb legénységgel rendelkeztek mint az ellenfél.
1912 januárjában egy olasz cirkáló, a Piemonte és a Soldati Artigliere osztályba tartozó rombolók, az Artigliere és a Garibaldino elsüllyesztettek 7 ágyúnaszádot (az Ayintabot, a Bafrat, a Gökcedagot, a Kastamonut, a Muhat, az Ordut és a Refahiyet) és egy páncélozott jachtot (Sipka volt a neve) a Kunfuda-öböli csatában. Az olaszok blokád alá vették az akkor az Oszmán Birodalom fennhatósága alá tartozó Jemen kikötőit.
Február 24-én, a bejrúti csatában két páncélos cirkáló megtámadott, majd elsüllyesztett egy török korvettet és 6 uszályt, ezután visszavonultak, majd újra támadtak, ekkor az Avnillah nevű torpedónaszádot süllyesztették el. Az Avnillah legénységéből 58 ember meghalt és 108 megsebesült, a két cirkáló legénységéből senki sem halt meg, és senki sem sérült meg, sőt a cirkálók torpedótalálatot sem kaptak. Az olasz hadvezetés attól tartott, hogy a török flotta megnehezítené a Szuezi-csatornához jutást, ezért indították a támadást. Ezzel a csapással az oszmán haditengerészeti jelenlét Bejrútban teljesen megszűnt és az olaszok kivívták a Földközi-tenger keleti medencéjének haditengerészeti dominanciáját egészen a háború végéig.
Az olaszok képesek voltak uralni a tengerpartot, de a belső területek meghódítása nehezebb feladat lett volna számukra. A szárazföldi olasz erőknek nagy vállalkozás lett volna a szárazföldi területek megtámadása a hadihajóik tüze segítségével. 1912 nyarán Olaszország elkezdte a hadműveleteket az égei-tengeri oszmán birtokok ellen. Az olaszok 12 szigetet foglaltak el. Ám ez az Osztrák-Magyar Monarchia rosszallását váltotta ki, és a balkáni helyzetre való tekintettel a hadműveleteket leállították. Az egyetlen lényegesebb hadművelet nyáron július 18-án volt, amikor 5 olasz torpedónaszád megtámadta a Dardanellákat.

### Gerillák és atrocitások

#### Gerilla-hadviselés
Olaszország 1911. november 5-én rendeletben hirdette ki fennhatóságát Líbia fölött. De ekkor az olaszok még csak a partvidéket uralták és török katonák is jelen voltak a térségben. A törökök 6 ezren voltak, az olaszok pedig 140 ezren, így a védők gerilla-hadviselésre vállalkoztak. Néhány ifjútörök tiszt eljutott Líbiába, hogy megszervezzék a gerillaháborút helyi mudzsáhidekkel. Sok arab törzs csatlakozott is, mivel az olaszokat „keresztény támadóknak” tartották, és véres gerillaháború vette kezdetét. Az olasz hatóságok rengeteg elnyomó intézkedést hoztak a lázadók elnyomására és megfélemlítésére, például bevezették a nyilvános akasztást is.

#### Atrocitások
1911. október 23-án 500 olasz katonát kaptak el és vágtak le török katonák Sciara Sciattban, Tripoli külvárosában. Megtorlásként a következő napon az olaszok mindenkit, akit értek, legyilkoltak Tripoliban, házról-házra haladva; sokan mecsetekbe menekültek. Az olasz hatóságok a mészárlást el akarták fedni, nehogy közfelháborodás legyen belőle, azonban nemzetközileg ismert lett az eset. Ennek egyensúlyozására a hatóságok képeket kezdtek terjeszteni a Sciara Sciattban meggyilkolt olasz katonákról.

## Lausanne-i szerződés
A olasz diplomácia úgy döntött, hogy kihasználja a kedvező helyzetet, ezért 1912. október 18-án Ouchyban (Lausanne egy tóparti kerülete) békeszerződést írtak alá a felek. Ezt még ouchyi szerződésnek is hívják, hogy megkülönböztessék az 1923-as lausanne-i békeszerződéstől. A szerződésben a következők álltak:
- Tripolitánia Olaszországhoz kerül autonóm státusszal.
- A törökök kivonják katonáikat a területről.
- A törökök védeni fogják a területen élő muszlimok jogait.
- A törökök visszakapják a meghódított Dodekanéz-szigeteket (Olaszország ezt megszegte).

## Következmények
Az olaszoknak a háború 1,3 milliárd lírájukba került, ez 10 évnyi állami takarékoskodás eredményét emésztette fel.
1911-ben Líbia összlakossága 1,5 millió fő volt, ez ugyanannyi, mint 1950-ben. Ez az olasz gyarmatosításnak: a kivégzéseknek, a kivándorlásnak és az éhínségeknek volt betudható.
A háború után megindult az olasz nyelvű lakosság betelepülése a területre, amely egészen a második világháború kitöréséig folytatódott. A világégés után az olasz többsége elhagyta a területet (lásd: Líbiai olaszok).